# Escuts i banderes de la Ribera Alta
Els escuts i banderes de la Ribera Alta són el conjunt de símbols que representen els municipis d'aquesta comarca.
En aquest article s'hi inclouen els escuts i les banderes oficialitzats per la Generalitat Valenciana i els que se van aprovar per l'administració de l'Estat abans de les transferències a la Generalitat Valenciana, així com altres que no han estat oficialitzats.

## Escuts oficials

Escut d'Alcàntera de Xúquer Aprovat el 18 de juliol de 1985.
Escut de l'Alcúdia Rehabilitat el 7 de desembre de 1978.
Escut d'Alfarb Aprovat el 14 de desembre de 1972.
Escut d'Alginet Rehabilitat el 9 de març de 1972[4]  i modificat el 17 de febrer de 1995.
Escut d'Alzira Aprovat el 17 de febrer de 1992.
Escut d'Antella Aprovat el 29 d'agost de 2006.
Escut de la Barraca d'Aigües Vives (Alzira) Aprovat el 30 de gener de 2007.
Escut de Beneixida Aprovat el 18 de gener de 2000.
Escut de Benifaió Aprovat el 15 de maig de 2001.
Escut de Carcaixent Rehabilitat el 20 de desembre de 2002.
Escut de Càrcer Aprovat l'11 de març de 1955.
Escut de Castelló Modificat el 14 d'octubre de 1992.
Escut de Catadau Aprovat el 27 d'abril de 1972.
Escut de Cotes Aprovat el 2 de juny de 1972.
Escut de Gavarda Aprovat el 29 de setembre de 1998.
Escut de Guadassuar Aprovat el 26 de maig de 2006.
Escut de Massalavés Aprovat el 30 de març de 1978.
Escut de Montroi Aprovat el 7 d'abril de 2006.
Escut de Montserrat Aprovat el 9 de juliol de 1996.
Escut de Rafelguaraf Aprovat el 16 de juny de 1987.
Escut de Real Aprovat el 27 de juny de 2002.
Escut de Sellent Aprovat el 18 de setembre de 1985.
Escut de Sant Joanet Aprovat el 28 d'abril de 2005.
Escut de Senyera Aprovat el 5 d'abril de 2019.
Escut de Sumacàrcer Aprovat el 27 de novembre de 1991.
Escut de Torís Aprovat el 22 de desembre de 1978.
Escut de Tous Aprovat el 9 de desembre de 2004.

## Escuts sense oficialitzar

Escut d'Alberic
Escut d'Algemesí
Escut de Benimodo
Escut de Benimuslem
Escut de Carlet
Escut de l'Ènova
Escut de Llombai[a]
Escut de Manuel[b]
Escut de la Pobla Llarga[c]

Notes
1. ↑  L'escut oficial de Llombai fou aprovat el 12 de març de 1959,[30] però és diferent al que fa servir l'ajuntament.
2. ↑  L'escut oficial de Manuel fou aprovat el 3 de maig de 1962,[31] però des de 1968 l'ajuntament en fa servir un de diferent. Vegeu l'article Escut de Manuel.
3. ↑  L'escut actual fou adoptat per l'ajuntament l'any 2005, però no ha estat oficialitzat. Es tracta d'una modificació de l'escut oficial aprovat el 4 de juliol de 1958.[32] Vegeu l'article Escut de la Pobla Llarga.

## Banderes oficials

Bandera d'Alginet Aprovada el 18 de gener de 2016.
Bandera d'Alzira Aprovada el 29 de setembre de 2005.
Bandera d'Antella Aprovada el 15 de novembre de 2010.
Bandera de la Barraca d'Aigües Vives (Alzira) Aprovada el 5 de desembre de 2012.
Bandera de Beneixida Aprovada el 30 de juny de 2016.
Bandera de Carcaixent Rehabilitada el 20 de setembre de 2023.
Bandera de Castelló Aprovada el 28 d'octubre de 1992.
Bandera de Senyera Aprovada el 1r de desembre de 2005.
Bandera de Sumacàrcer Aprovada el 1r de desembre de 2005.
Bandera de Tous Aprovada el 22 de novembre de 2016.